# Kloster Laurus
Das Kloster Laurus war eine Zisterzienserabtei im Bereich der Kreuzfahrerstaaten an der Ägäis.

## Geschichte
Das Zisterzienserkloster soll in der Zeit des Lateinischen Kaiserreichs 1214 als Tochterkloster von Kloster Bellevaux aus der Filiation der Primarabtei Morimond errichtet worden sein.
Richard nimmt an, dass mit den seltenen Erwähnungen des Klosters in Wirklichkeit das Kloster Daphni gemeint ist. Tsougarakis gibt in einer neueren Arbeit mehrere Gegenargumente an und hält die Existenz des Klosters für möglich. Auf dem Generalkapitel des Zisterzienserordens wurde Laurus 1268 erwähnt. Vom Kloster Daphni war in diesem Jahr dort nicht die Rede, jedoch wurde der Konvent dort sonst ausschließlich als Dalphino oder Dalfino bezeichnet. 1268 wurde die Stiefmutter des Grafen Boscho als Stifterin von Laurus genannt. Demgegenüber erfolgte die Stiftung von Daphni durch Otto de la Roche und nicht durch eine Adlige der Familie Boscho. Da Laurus 1268 noch existierte, kann sich das Kloster nicht in Konstantinopel befunden haben, da das Lateinische Kaiserreich im Jahr 1261 sein Ende gefunden hatte. Daher kann es sich im Fürstentum Achaia an der Stelle des früheren orthodoxen Klosters von St Laura befunden haben. Laurus muss dann vor 1276 untergegangen sein, da nach diesem Jahr Daphni der einzige verbliebene Konvent der Zisterzienser in Griechenland war.